# Елліот Роджер
Елліот Олівер Робертсон Роджер (24 липня 1991 — 23 травня 2014) — американський масовий вбивця відомий вчиненням вбивств на острові Ісла-Віста у 2014 році . Його вбивства та маніфест називають ранніми факторами впливу на субкультуру інцелів та меносфер.
Елліот народився в Лондоні, але, будучи дитиною, переїхав до Каліфорнії з родиною. Його батько - британський режисер Пітер Роджер, Елліот виріс у привілейованій родині. Елліот значну частину свого життя страждав від соціальної ізоляції, проблем з психічним здоров'ям та безуспішності з жінками. У підлітковому віці йому поставили діагноз поширеного розладу розвитку, не уточненого інакше (PDD-NOS). Він розпочав лікування та отримував спеціальні освітні ресурси та терапію протягом більшої частини свого життя. Він зазнавав цькування під час навчання в середній та старшій школах. Кілька випадків дивної поведінки Роджера під час його перебування на Ісла-Вісті, а також відео та інші записи, в яких згадувалися насильницькі наміри, стурбували його родину та знайомих. Перш ніж розпочати заплановану стрілянину, Роджер завантажив на YouTube відео, в якому оголосив про свій намір «покарати» жінок, а також чоловіків, котрі їх приваблювали, за відсутність до нього інтересу. Він також надіслав електронною поштою кільком членам своєї родини, знайомим та терапевтам 137-сторінковий маніфест, у якому описано основні події його життя, особисті труднощі та розчарування від того, що все життя Елліот залишався незайманим.
23 травня 2014 року Роджер убив шістьох людей та поранив чотирнадцятьох інших, використовуючи ножі, напівавтоматичні пістолети та свій автомобіль на Ісла-Вісті, поблизу Каліфорнійського університету в Санта-Барбарі. Спочатку Роджер убив двох своїх сусідів по кімнаті, яку вони ділили, та їхнього друга в своїй кімнаті, влаштувавши засідку зарізав їх ножем по одному, коли ті прибули. Кілька годин потому він поїхав до будинку жіночого товариства Альфа Фі, де мав намір вбити його мешканців, але не зміг потрапити туди. Натомість Роджер вистрілив у трьох жінок із жіночого товариства «Дельта Дельта Дельта», які йшли біля будинку жіночого товариства «Альфа Фі», вбивши двох з них та завдавши критичних поранень третій. Пізніше він проїхав повз сусіднього магазину делікатесів та застрелив чоловіка, що знаходився всередині. Після цього Роджер їздив по Ісла-Вісті без розбору стріляючи та збиваючи пішоходів своїм автомобілем. Він двічі перестрілювався з помічниками шерифа, отримавши вистріл у стегно. Невдовзі після цього він врізався в припаркований автомобіль. Під час огляду автомобіля поліція виявила, що Роджер вбив себе пострілом у голову.
У роки після його смерті злочин Елліота Роджера стали часто згадувати в розмовах про психічне здоров'я, онлайн-радикалізацію та мізогінію. Його називають ранньою фігурою субкультури інцелів та меносфери, а на деяких інтернет-форумах (в основному присвячених інцельській тематиці) його називають «героєм» та «святим». Атаки Роджера часто отримували похвалу від інцелів по всьому світу. Він надихнув інших масових вбивць, в інцельських колах з'явився сленговий термін "going E. R." для позначення схожих злочинів. Зокрема, злочин Елліота став натхненням для стрілянини в коледжі Ампкуа у 2015 році та нападу на фургоні в Торонто у 2018 році. Вбивства Роджера спровокували кампанії в соціальних мережах, такі як #NotAllMen та #YesAllWomen, і сприяли постійним дебатам про токсичну маскулінність, гендерно зумовлене насильство та вплив інтернет-форумів на радикалізацію молодих чоловіків, які мають намір скоїти злочини-копірки.

## Раннє Життя
Елліот Олівер Робертсон Роджер народився в Лондоні, Велика Британія, 24 липня 1991 року в родині Пітера Роджера та Онг Лі Чін Тай. Пітер, громадянин Великої Британії, — кінорежисер, який знімав телевізійні рекламні ролики та працював режисером другого плану у фільмі «Голодні ігри» (2012). Його мати китаянка малазійського походження, працювала в кіноіндустрії; після навчання в галузі охорони здоров'я вона працювала медсестрою на знімальному майданчику під час зйомки фільмів «Принцеса-наречена» (1987) та «Індіана Джонс і останній хрестовий похід» (1989). Його дід по батьківській лінії Джордж Роджер був фотожурналістом, відомим своїми знімками концентраційного табору Берген-Бельзен.
Після народження Роджера його родина переїхала до Сассексу, Англія, де він насолоджувався заможним та привілейованим дитинством. Лі Чін залишила кар'єру медсестри, щоб доглядати за Роджером, і невдовзі народила доньку, з якою у бабусі Роджера по материнській лінії, яка пізніше переїхала до родинного будинку, встановився міцний зв'язок.Спочатку він навчався у школі Дорсет-Хаус, приватній школі для хлопчиків у Західному Сассексі. Коли Роджеру було п'ять років, його родина переїхала до Вудленд-Гіллз, елітного району Лос-Анджелеса. Потім Роджер навчався у школах Пайнкрест, перш ніж перейшов до початкової школи Топанга.
Батьки Роджера розлучилися, коли йому було сім років. Його опіка була розділена між батьками: Роджер та його молодша сестра жили з матір'ю в будні дні, а з батьком у вихідні. Через рік після розлучення батько Роджера одружився з Сумайєю Акаабун, французькою акторкою марокканського походження. Приблизно в той період Елліот почав зазнавати труднощів у спілкуванні з однолітками. У початковій школі він був тихим і замкнутим, у нього були проблеми з мовленням, він шепотів, замість того, щоб говорити, коли до нього зверталися, волів писати інформацію, а не говорити, та уникав спілкування з однолітками під час перерви. Він часто вдавався до повторюваної поведінки, такої як видавання звуків та тупання ногами, і легко перевантажувався надмірною стимуляцією. Такі товариські зустрічі, як дні народження, викликали в нього занепокоєння: одного разу в Діснейленді натовп доніс його до сліз. Роджер сприймав свою сестру як суперницю, влаштовуючи істерики через конфлікти, в яких його батьки ставали на її бік, а не на його.
У 1999 році мати Роджера подала письмову заяву під присягою, в якій вимагала від батька стягнення більшої суми аліментів, назвавши свого сина «високофункціональною дитиною з аутизмом» та особливими потребами. Батько Роджера представив діагноз доктора Стівена М. Скаппи, який заявив, що діагноз був неправильним, оскільки лікар міг пропустити такі стани, як депресія та тривога. Скаппа рекомендував додаткове обстеження Роджера дитячим психіатром для встановлення правильного діагнозу та призначення відповідного лікування. У Роджера були складні стосунки зі своєю мачухою Сумайєю, батьківську владу якої він відкинув на користь своєї біологічної матері.
З дорослішанням Роджер почав соромитися свого низького зросту та стрункої статури; він деякий час грав у баскетбол, вважаючи, що це зробить його вищим. Він також соромився свого змішаного походження, яке, на його думку, відрізняло його від його повністю білих однолітків. У дев'ять років, намагаючись уподібнитись до дітей навколо, Роджер пофарбував волосся у світлий колір і почав кататися на скейтборді, сподіваючись, що ці зміни допоможуть йому потоваришувати з іншими дітьми. Незважаючи на свою надзвичайну соціальну незграбність, Роджер почав спілкуватися зі своїми більш популярними однолітками та намагався підійти до дівчат. Пізніше він почав відчувати почуття образи, переконаний, що його життя було несправедливим порівняно з життям його однолітків. Його зростаючі труднощі у встановленні дружніх стосунків, особливо з жінками, призводили до відчуття ізоляції та розчарування.

## Середні роки
Мати Роджера познайомилася зі Стівеном Спілбергом та Джорджем Лукасом під час своєї роботи медсестрою, з останнім вона зустрічалася короткий період наприкінці 1990-х років, що призвело до того, що її та Роджера запросили на кілька прем'єр червоної доріжки, зокрема на прем'єру фільму «Зоряні війни: Епізод I: Прихована загроза» (1999). Захоплення Роджера фільмами почало зменшуватися через його дискомфорт від присутності пар у кінотеатрах. У цей період його мачуха завагітніла і народила сина, молодшого зведеного брата Роджера. Соціальна активність Роджера зменшилася в середній школі, і він поринув у популярні відеоігри, такі як Halo та World of Warcraft, у будинках батьків та кіберкафе, переважно спілкуючись з іншими через онлайн -чати. Коли йому було 11 років, інший користувач чату AOL поділився з Роджером зображеннями сексуального характеру, що викликало в останнього неймовірний шок та емоції. Досягнувши статевої зрілості, Роджер розвинув високий лібідо, але почав вірити, що ніколи не матиме сексуальних стосунків з жінками. Він став відомий як «тихий» та «дивний парубок», котрий навмисно дратував однокласників, що призводило до знущань з боку інших учнів. Однією з його задирак була блондинка, яка, за словами Роджера, посприяла розвитку його мізогінних поглядів.
Після закінчення середньої школи Роджер вступив до Кармелітської середньої школи Креспі (Crespi), католицької школи для хлопчиків у районі Енсіно міста Лос-Анджелес. Спочатку Роджер прагнув дистанціюватися від однолітків, але спостереження за старшими, вищими студентами в Креспі викликало у Роджера панічний напад в перший день відвідування. Роджер повідомив, що зазнавав жорстоких знущань з боку старшокласників у Креспі, зокрема, вони приклеювали його голову скотчем до столу, коли той засинав, пхали його до шафок та називали гомофобними образами через відмову Елліота спілкуватися з дівчатами. Роджер був приголомшений цькуванням, він замкнувся в собі, нехтував домашніми завданнями та годинами грав у відеоігри. В останній день першого року навчання однокласник розповів Елліоту про секс зі своєю дівчиною. Роджер йому не повірив, тому однокласник програв голосовий запис, на якому він та його дівчина займалися сексом. Після подальшого спалаху гніву Роджера його мати забрала його з головної будівлі школи; це був останній раз, коли він залишав Креспі.
Батьки Роджера записали його до Чартерної середньої школи Вільяма Говарда Тафта (Тафт), перехід до якої посилив побоювання Роджера через велику кількість учнів. Роджер знову зазнав жорстокого цькування, часто з боку учнів чоловічої статі та у присутності дівчат. Одного дня, виходячи з приміщення, Роджер зазнав панічного нападу, через що персонал школи зв'язався з його матір'ю, і його забрали з Тафта лише через тиждень відвідування. Потім батьки записали його до середньої школи Independence Continuation High School, школи приблизно зі 100 учнями, яка пропонувала три-чотири години щоденного навчання, вважаючи це безпечнішим середовищем для Роджера.
2007 року Роджеру було поставлено діагноз поширеного розладу розвитку, не уточненого інакше (PDD-NOS), стану аутистичного спектру (AS), який призводить до проблем у соціальному розвитку. Хоча Роджер не відповідав критеріям для постановки діагнозу аутизм, його діагноз PDD-NOS допоміг йому отримати ресурси для спеціальної освіти. У 15 років Роджеру призначили ксанакс і прозак, але він припинив приймати обидва препарати через рік. Пізніше він почав приймати Паксил, але зазначав, що після нього у нього виникла надмірна сонливість і втома. Роджер стверджував, що йому доводилося «повністю покладатися» на свій «розум і позитивне мислення» при боротьбі з соціальною тривожністю.
У віці 17 років Роджер влаштував істерику у відповідь на пропозицію відвідати батьківщину своєї мачухи, Марокко. Він пішов зі своєю мачухою та зведеним братом, але залишався незадоволеним і постійно писав матері електронні листи, поки вона не дозволила йому повернутися до себе додому. Кінокар'єра його батька сильно занепала протягом 2000-х років, кульмінацією чого став документальний фільм «О, Боже мій» (2009), який провалився в прокаті. Провал фільму змусив батька Роджера влізти в борги та призупинити виплату аліментів.
Мачуха Роджера була занепокоєна його небажанням соціалізуватися та змусила його перестати грати у відеоігри, що призвело до загострення напруженості між ними. Ця напруженість загострилася, і Роджера вигнали з дому його батька. Роджер незабаром почав плекати ідею розбагатіти, вважаючи це ключем до привернення уваги жінок. Він вмовляв матір вийти заміж за багатого чоловіка, але та відмовлялася виходити заміж повторно, і Роджер зайнявся написанням сценаріїв та винахідництвом, що, на його думку, було найкоротшим шляхом до успіху, але він швидко здався, коли зіткнувся з труднощами. Не люблячи старшу школу та маючи рішучість закінчити її достроково, Роджер відвідував заняття регулярніше та отримував найвищі оцінки, закінчивши середню школу Independence Continuation High School у 2010 році.